# Akbarnama
L'Akbarnāma (in persiano اکبر نامہ‎, in urdu اکبر نامہ‎?), o Libro di Akbar, è un testo risalente al XVI secolo, redatto da Abu l-Fadl 'Allami, contenente la cronaca ufficiale del regno dell'imperatore Moghul Akbar.

## Storia
L'opera fu commissionata da Akbar stesso allo storico di corte e biografo Abu l-Fadl 'Allami nel 1590. L'autore continuò a lavorarci sino alla sua morte avvenuta nel 1602. La fonte più importante su cui l'opera si basa era il vasto archivio di dati dei registri imperiali, i quali forniscono importanti dettagli sul regno di Akbar in merito al sistema delle entrate. Ciò costituisce importante valenza, poiché i precedenti cronisti indopersiani non poterono accedere agli archivi con tale facilità. Inoltre, l'Akbarnama fu la prima opera a basarsi anche sulle cronache Rajput e sulla tradizione orale locale.
L'obiettivo dell'autore era quello di fornire una descrizione completa e oggettiva del regno di Akbar sotto ogni punto di vista, ma soprattutto di presentare il suo sovrano come perno da cui dipendevano la pace, la stabilità e lo splendore dell'impero, arrivando a divinizzarlo. Ciò lo mise in palese contrasto con il clero tradizionale islamico.

## Descrizione
L'opera è composta da tre volumi ed è scritta in persiano, lingua letteraria dei Moghul.

### I primi due volumi
Il primo libro presenta l'oroscopo di Akbar e le teorie astrologiche indiane e greche su cui si basa, seguito da un elenco di personalità eminenti della storia mondiale a partire da Adamo e procedendo attraverso la linea timuride fino ad Akbar stesso. Il volume prosegue con una biografia dettagliata del padre di Akbar, Humayun, dopodiché fornisce una cronaca anno per anno del regno di Akbar dalla sua ascesa al trono fino al 17° anno del suo regno. Il secondo libro continua la cronaca dal 1572 sino al 46° anno di regno (1602).

### L'Āʾīn-e Akbarī
Il terzo volume dell'Akbarnāma si intitola Āʾīn-e Akbarī ("Manuale di Akbar") e fornisce una descrizione dettagliata dell'India di Akbar. Esso si suddivide in 5 parti:
- la prima parte tratta la fonte divina della regalità dell'imperatore, la gestione della famiglia imperiale, il tesoro e le procedure di conio[1]
- la seconda parte contiene una serie di regolamenti per il sistema militare (manṣabdārī) dell'impero[1]
- la terza parte stabilisce le linee guida per l'amministrazione civile dell'impero, soprattutto in materia di tassazione[1]
- la quarta parte fornisce una descrizione geografica ed etnografica dell'India Moghul, inclusa una discussione sulla filosofia indiana e sull'organizzazione sociale del Paese[1]
- la quinta parte raccoglie una selezione di detti pronunciati da Akbar.[1]

## Edizioni
- (EN)  The Akbarnāma of Abu-l-Fazl, traduzione dal persiano a cura di H. Beveridge, Calcutta, The Asiatic society
- (EN)  The History of Akbar, curato e tradotto da Wheeler M. Thackston, Cambridge (USA), Harvard University press, 2015